# Lambert Sigisbert Adam
Pour les articles homonymes, voir Adam (homonymie).
Lambert Sigisbert Adam, dit Adam l'Aîné, né à Nancy le 10 octobre 1700, et mort à Paris le 12 mai 1759, est un sculpteur, ainsi qu'un dessinateur et graveur lorrain.

## Biographie

### Enfance et formation
Fils aîné du sculpteur Jacob Sigisbert Adam, il se forma dans l’atelier de ce dernier.
Il est l'aîné des trois frères sculpteurs de ce nom.
Il se rendit à Metz durant l’hiver 1718, avant de partir à Paris en mai 1719. Alors admis à l’école du modèle de l’Académie royale de peinture et de sculpture, il obtint en 1723 son brevet de pensionnaire à l’Académie de France à Rome, avant même de remporter le premier prix de sculpture le jour suivant.

### Séjour à Rome
Il arriva à Rome en septembre 1723 en compagnie d’Edme Bouchardon, et y resta dix ans. L'Académie de France était alors logée au Palais Capranica et n'occupera le Palais Mancini qu'en 1725. Il y étudia principalement la sculpture antique, notamment par le biais des originaux des collections romaines et des moulages de l’Académie de France à Rome, mais aussi les œuvres des grands maîtres de la Renaissance. Également confronté au baroque, il se prit de fascination pour Le Bernin.
En 1723, il obtient le grand prix de sculpture de l'Académie de France.
Son séjour se traduisit par une activité considérable, à la fois dans la restauration d’antiques et la création de compositions originales, telles que les bustes de Neptune et Amphitrite acquis par le cardinal Melchior de Polignac. En janvier 1724, il fut commissionné avec Bouchardon pour la réalisation de statues de saints en travertin prévues pour orner l’escalier reliant la place d’Espagne et le couvent de la Trinité-des-Monts. Même si le décor fut abandonné, cette commande témoigne de la considération accordée à ces jeunes artistes, alors seulement élèves.
Selon le règlement de l’Académie de France à Rome, les élèves étaient tenus de réaliser une copie en marbre d’après l’antique pour le roi. Grâce à l’intervention du cardinal Melchior de Polignac, chargé des affaires de France auprès du Saint-Siège, dont il gagna la protection durant son séjour, Lambert Sigisbert eut la possibilité de mouler le Mars Ludovisi, tandis que son collègue Bouchardon choisit le Faune Barberini. Les deux œuvres arrivèrent à Paris en 1732.
Même si cela était contraire au règlement de l’Académie, Lambert Sigisbert travaillait en parallèle pour le cardinal de Polignac. En effet, les fouilles suivies par ce dernier sur la via Latina avaient permis de mettre au jour de nombreuses statues antiques, dont il confia en grande majorité la restauration à Lambert Sigisbert. Parmi ses interventions, on peut citer le Persée assis, le Relief avec le Triomphe de Bacchus, ou le Bacchus. Il fut rejoint à Rome par ses frères Nicolas Sébastien en 1726 et François Gaspard à la fin de 1729. En août 1730, le pape Clément XII demanda de nouveau dessins pour la fontaine de Trevi à Rome après l’interruption du chantier du fait de la mort de Benoit XIII. Adam et son compatriote Bouchardon soumirent chacun un projet pour celle-ci et Lambert-Sigisbert Adam remporta le concours, mais les pressions des artistes locaux écarter un projet d'étranger et la conception fut confiée au second l’architecte Nicola Salvi en octobre 1732.
Avant son retour en France, Lambert Sigisbert réalisa un bas-relief pour la chapelle Corsini, élevée au Latran par l’architecte Alessandro Galilei entre 1732 et 1734 sur demande du pape Clément XII. Cette commande prestigieuse lui fut probablement confiée sur recommandation du cardinal de Polignac. Au même moment, Lambert Sigisbert intégra l’Académie de Saint-Luc le 19 novembre 1732.
Il quitta Rome le 23 janvier 1733, visitant Florence, Bologne et Venise sur la route du retour.

### Au service du roi de France
Le 25 avril 1733, Adam fut agréé à l’Académie royale de peinture et de sculpture et devint sculpteur du roi. Il reçut sa première commande du duc Louis d’Orléans pour la cascade du parc de Saint-Cloud, pour laquelle il réalisa La Seine et La Marne. Il entretenait une certaine rivalité avec Bouchardon, qui reprit ce sujet pour sa fontaine rue de Grenelle.

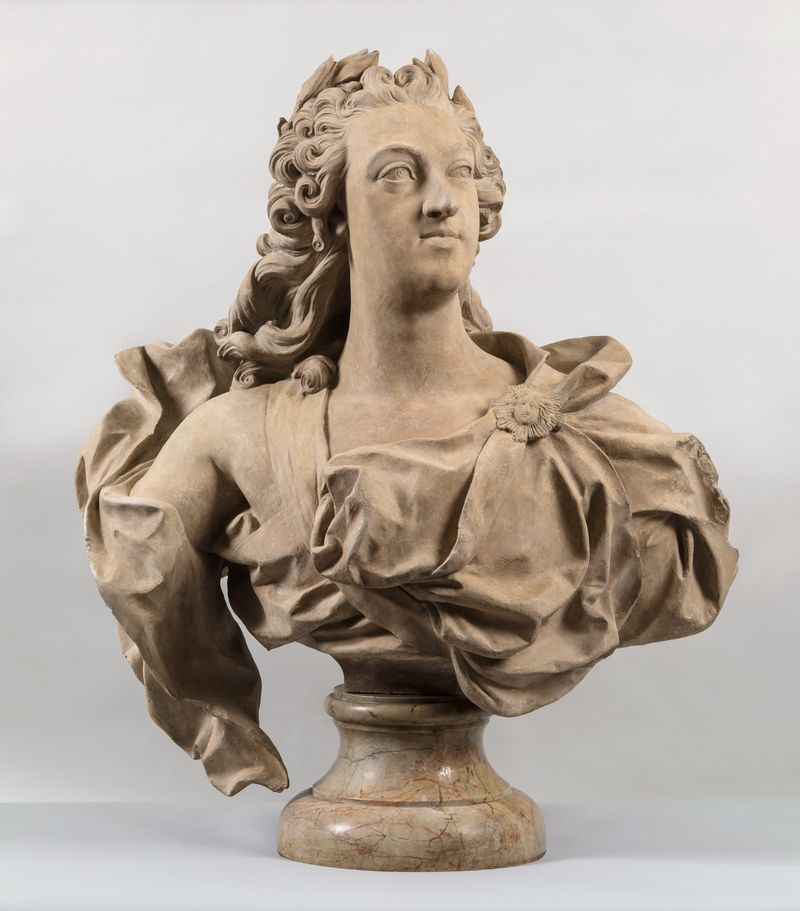
Louis XV en Apollon, 1749, Nancy, Palais des ducs de Lorraine – Musée lorrain.

En 1735, l’administration des Bâtiments du roi décida d’offrir à Germain Louis Chauvelin deux statues pour orner le parc de son château de Grosbois. Leur réalisation fut confiée à Lambert Sigisbert et Bouchardon, qui exécutèrent respectivement un Chasseur prenant un lion dans ses filets et un Athlète domptant un ours. La même année, le duc d’Antin confia à Lambert Sigisbert la conception du groupe central ornant le bassin de Neptune dans le parc du château de Versailles. Son œuvre représentant le Triomphe de Neptune et d’Amphitrite fut réalisée de 1735 à 1740 sous la direction de Jacques V Gabriel, avec la participation de ses frères Nicolas Sébastien et François Gaspard Adam.
Parallèlement, Lambert Sigisbert acheva son morceau de réception à l’Académie royale de peinture et de sculpture en 1737 représentant Neptune calmant la tempête, accompagné d’un triton. Il fut reçu le 27 mai et la même année, il exposa au Salon quatre bustes représentant Les Quatre Eléments. Nommé professeur adjoint en 1737, professeur en 1744. Dans les années 1730, il fut appelé par Germain Boffrand avec Jean-Baptiste II Lemoyne pour la décoration de l’appartement du prince de Soubise au rez-de-chaussée de son hôtel parisien, et exécuta quatre bas-reliefs pour le salon ovale.
Il participa avec son frère Nicolas Sébastien à la décoration en bronze des autels latéraux de la chapelle royale de Versailles. A cette occasion, il réalisa Sainte Adélaïde impératrice faisant son dernier adieu à saint Odilon, abbé de Cluny, dont le modèle en plâtre fut exposé au Salon de 1738.
Dans les années suivantes, il exposa de nombreux modèles et œuvres au Salon à savoir La Pêche (Salon de 1739) et son pendant La Chasse (Salon de 1747), l’Enfant au Homard (Salon de 1740, aujourd’hui disparu), et le saint Jérôme (Salon de 1745). En 1755, fut publié le Recueil de Sculptures antiques Grecques et Romaines, contenant soixante-deux planches gravées d’après les dessins du sculpteur, et faisant état de la collection qu’il souhaitait vendre. Adam l'Aîné dessina et grava également une série d'estampes publiées de façon posthume dans le recueil Planches anatomiques (1773).
Dès les années 1740, beaucoup d’esquisses et de modèles ne furent jamais exploités par l’artiste. En effet, son style, bien que brillant, se révéla en décalage avec le goût de son temps. Son attachement à l’expressivité et au mouvement ne correspondait plus à la nouvelle esthétique d’apaisement des formes incarnée par son rival Bouchardon.
Il mourut à Paris le 13 mai 1759, sans avoir réussi à se défaire de celle-ci.

## Œuvres

### La période romaine
- Mars Ludovisi (d’après l’antique), 1726-1730, marbre, 167 x 84 x 121 cm, Potsdam, Palais de Sanssouci[2].
- Projet pour la fontaine de Trévi, 1730-1731, plume et encre brune sur pierre noire, 420 x 464 mm, Oxford, Ashmolean Museum[2].
- L’Apparition de la Vierge à saint André Corsini, 1732, marbre, Rome, Saint-Jean-de-Latran, chapelle Corsini[2]. En mémoire du cardinale Neri Corsini " junior" (sic, Luciani, Roberto: Il complesso laterano : Basilica, Palazzo Apostolico, Scala santa. Prospeti edizione, Roma, 2009. 255 pages.. 145). Un des quatre bas-reliefs surmontant les quatre statues dans des niches, 1733. Marbre, probablement h. 1m. L 1,40 m.
- L’Apparition de la Vierge à saint André Corsini, 1732, terre cuite, 96 x 131 x 15 cm, Nancy, Musée des Beaux-Arts[2].
- Neptune, 1727, marbre, 54 x 50 x 35 cm, Potsdam, Palais de Sanssouci[2].
- Amphitrite, 1727, marbre, 56,5 x 48 x 33 cm, Potsdam, Palais de Sanssouci[2].
- La Douleur, 1733, marbre, 71 x 35 x 34 cm, Rome, Accademia Nazionale di San Luca[2].

### Restaurations d’œuvres antiques
- Tête d’Ulysse, 1729-1732, marbre, 41 x 27,5 x 29,5 cm, Potsdam, Palais de Sanssouci[2].
- Tête d’une fille de Lycomède, 1729-1732, marbre, 36 x 22 x 23 cm, Potsdam, Palais de Sanssouci[2].
- Tête de Déidamie, 1729-1732, marbre, H. 34,5 cm, Potsdam, Palais de Sanssouci[2].
- Tête d’une autre Fille de Lycomède, 1729-1732, marbre, H. 32 cm, Potsdam, Palais de Sanssouci[2].
- Tête de la fille aînée de Lycomède, 1729-1732, marbre, H. 36 cm, Potsdam, Palais de Sanssouci[2].
- Jeune fille à la sandale, avant 1735, marbre, 101 x 88 x 38 cm (torse antique 38 cm), Potsdam, Palais de Sanssouci[2].
- Persée assis, Rome, probablement Ier siècle, 170 x 85 x 105 cm, vers 1732, Paris, Sénat, palais du Luxembourg[2].
- Relief avec le Triomphe de Bacchus, Rome, milieu du IIe siècle, marbre, 94,5 x 94 x 27,3 cm, 2e quart du XVIIIe siècle, Los Angeles, J. Paul Getty Museum[4].
- Bacchus, Rome, 2nde moitié du Ier siècle, marbre, H. 159 cm, vers 1729-1732, Berlin, Bode-Museum[2].

### Carrière en France
- Chasseur prenant un lion dans ses filets, vers 1735, sanguine, 176 x 130 mm, Boston, collection Jeffrey E. Horvitz[2].
- Triomphe de Neptune et Amphitrite, 1740, plomb, 3,60 x 11,86 x 7,15 m, Versailles, parc du château, bassin de Neptune[2].
- Neptune calmant la tempête accompagné d’un triton, 1737, marbre, 85 x 59,5 x 48 cm, Paris, musée du Louvre, département des Sculptures[5].
- Les Quatre Eléments :
  - L’Eau, 1730, marbre, 81,5 x 53 x 30,5 cm, collection particulière[2].
  - L’Air, entre 1737 et 1746, marbre, 81,5 x 64,5 x 37,5 cm, collection particulière[2].
  - Le Feu, entre 1737 et 1746, marbre, 89 x 62 x 31 cm, collection particulière[2].
  - La Terre, entre 1737 et 1746, marbre, 81,5 x 58 x 43 cm, collection particulière[2].
- La Peinture et la Poésie, vers 1735-1740, stuc, Paris, Archives nationales, hôtel de Soubise, salon ovale du prince[2].
- La Musique, vers 1735-1740, stuc, Paris, Archives nationales, hôtel de Soubise, salon ovale du prince[2].
- La Justice, vers 1735-1740, stuc, Paris, Archives nationales, hôtel de Soubise, salon ovale du prince[2].
- L’Histoire avec le Temps et la Renommée, vers 1735-1740, stuc, Paris, Archives nationales, hôtel de Soubise, salon ovale du prince[2].
- Sainte Adélaïde quittant saint Odilon, 1743, bronze, 82,3 x 142 x 11 cm, Versailles, chapelle royale du château[2].
- La Pêche, 1749, marbre, H. 230 cm, Potsdam, Palais de Sanssouci[2].
- La Chasse, 1749, marbre, H. 239 cm, Potsdam, Palais de Sanssouci[2].
- Garçon au homard, 1750, marbre, non localisé[2].
- Saint Jérôme, 1752, marbre, 278 x 130 x 135 cm, Paris, église Saint-Roch[2].
- Louis XV en Apollon, 1749, marbre, 86 x 70 x 45 cm, collection particulière[2].
- Louis XV en Apollon, 1749, terre cuite, 87 x 76 x 46 cm, Nancy, Palais des ducs de Lorraine – Musée lorrain[2].
- La Poésie lyrique, 1752, marbre, 207 x 113 x 87,5 cm, Paris, musée du Louvre, département des Sculptures[6].
- Demi-plan et élévation pour la fontaine du parvis de Reims, 1754, sanguine, 310 x 420 mm, Reims, bibliothèque municipale[2].
- Le Temps découvre les ruines du palais de Marius en 1729, 1754 dans Recueil de Sculptures antiques Grecques et Romaines, Paris, 1755, eau-forte, 284 x 209 mm, Nancy, Palais des ducs de Lorraine – Musée lorrain[2].
- Buste de Jean François Rogier, 1757, terre cuite, 75 cm, non localisé ou détruit[2].
- L’Abondance répandant ses dons sur la terre, 1752-176., marbre, 210 x 130 x 112 cm, Versailles, château[7].

## Galerie

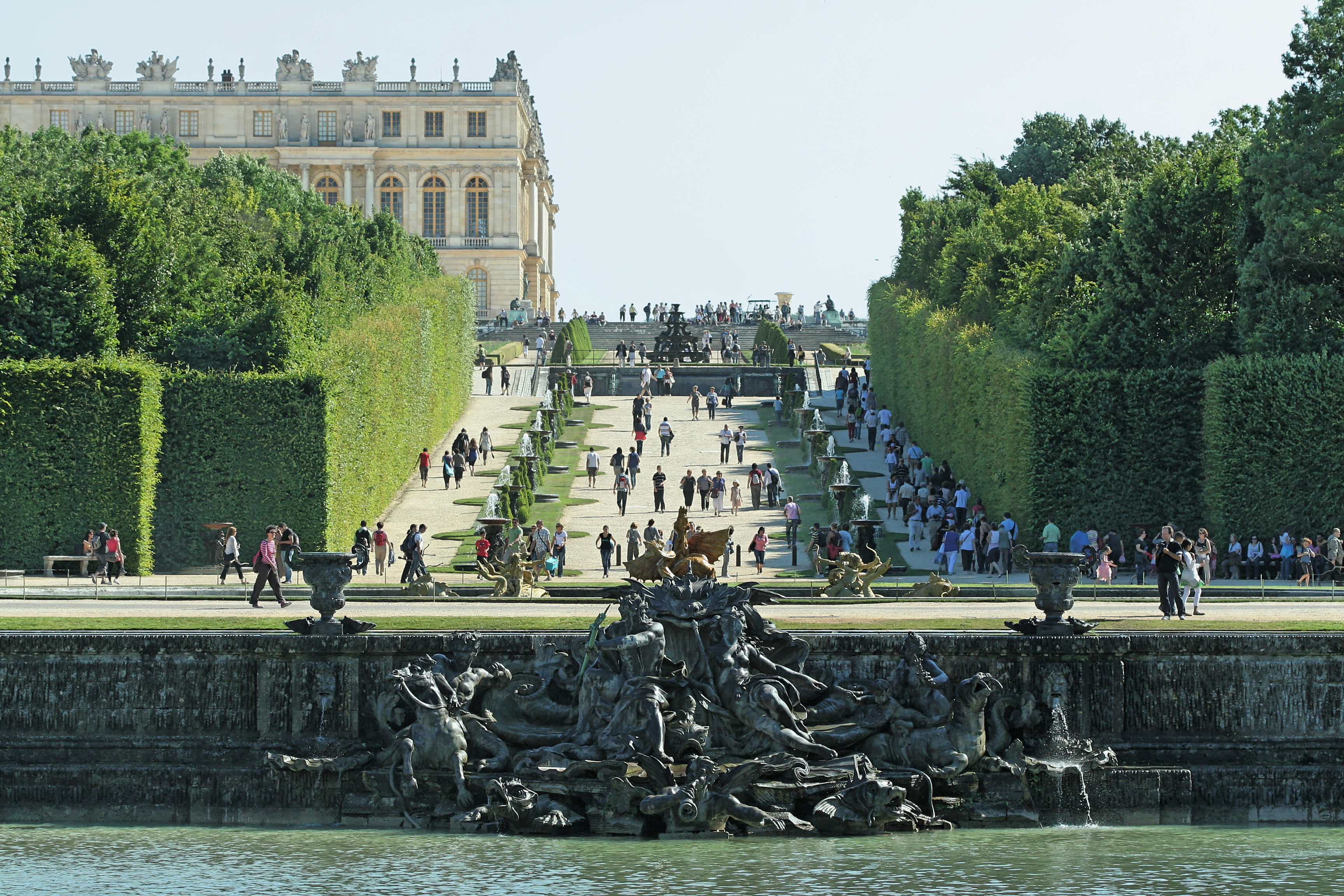
Le Triomphe de Neptune et d'Amphitrite (1740), bassin de Neptune, parc du château de Versailles.
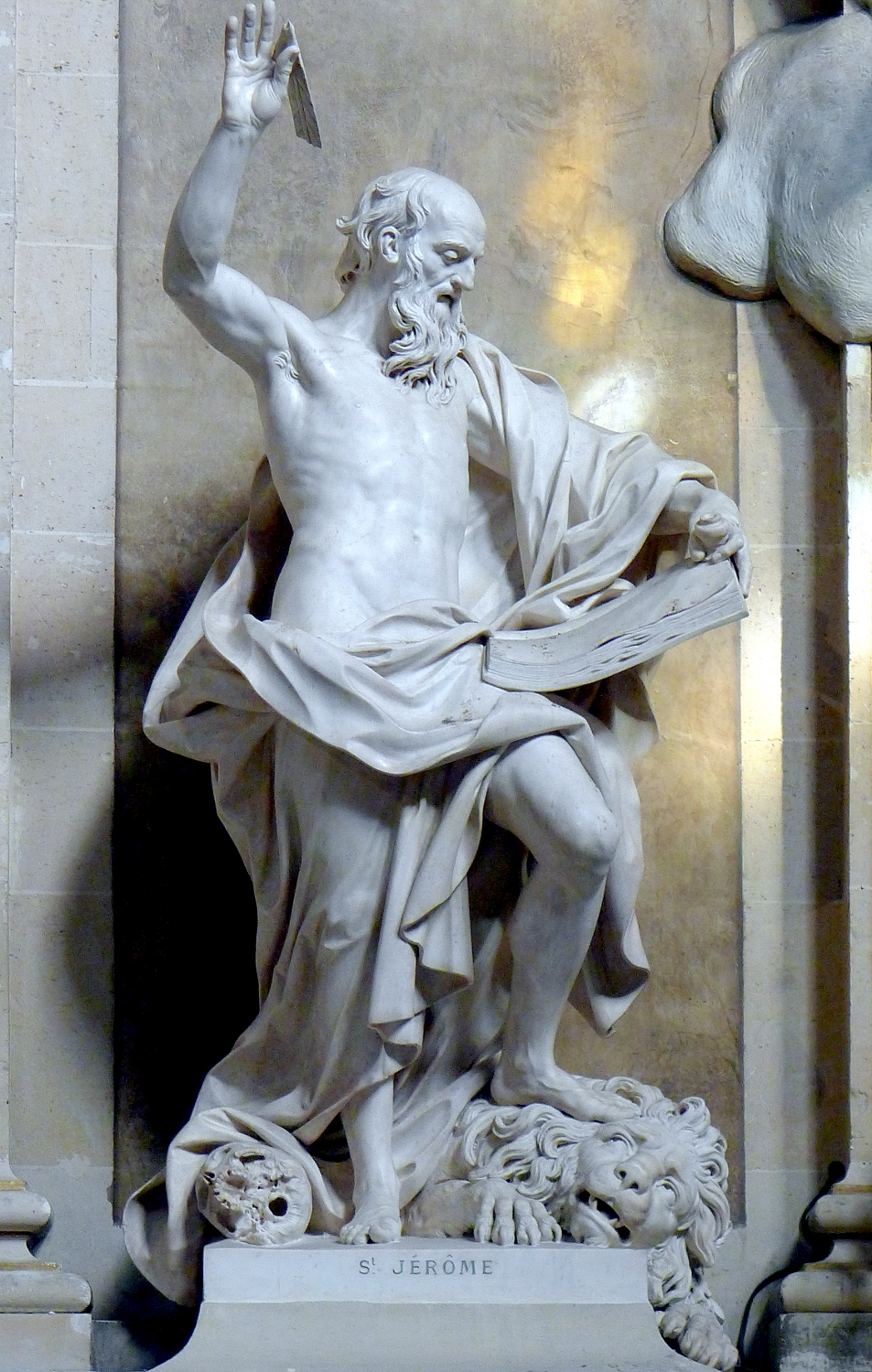
Saint Jérôme (1752), Paris, église Saint-Roch.
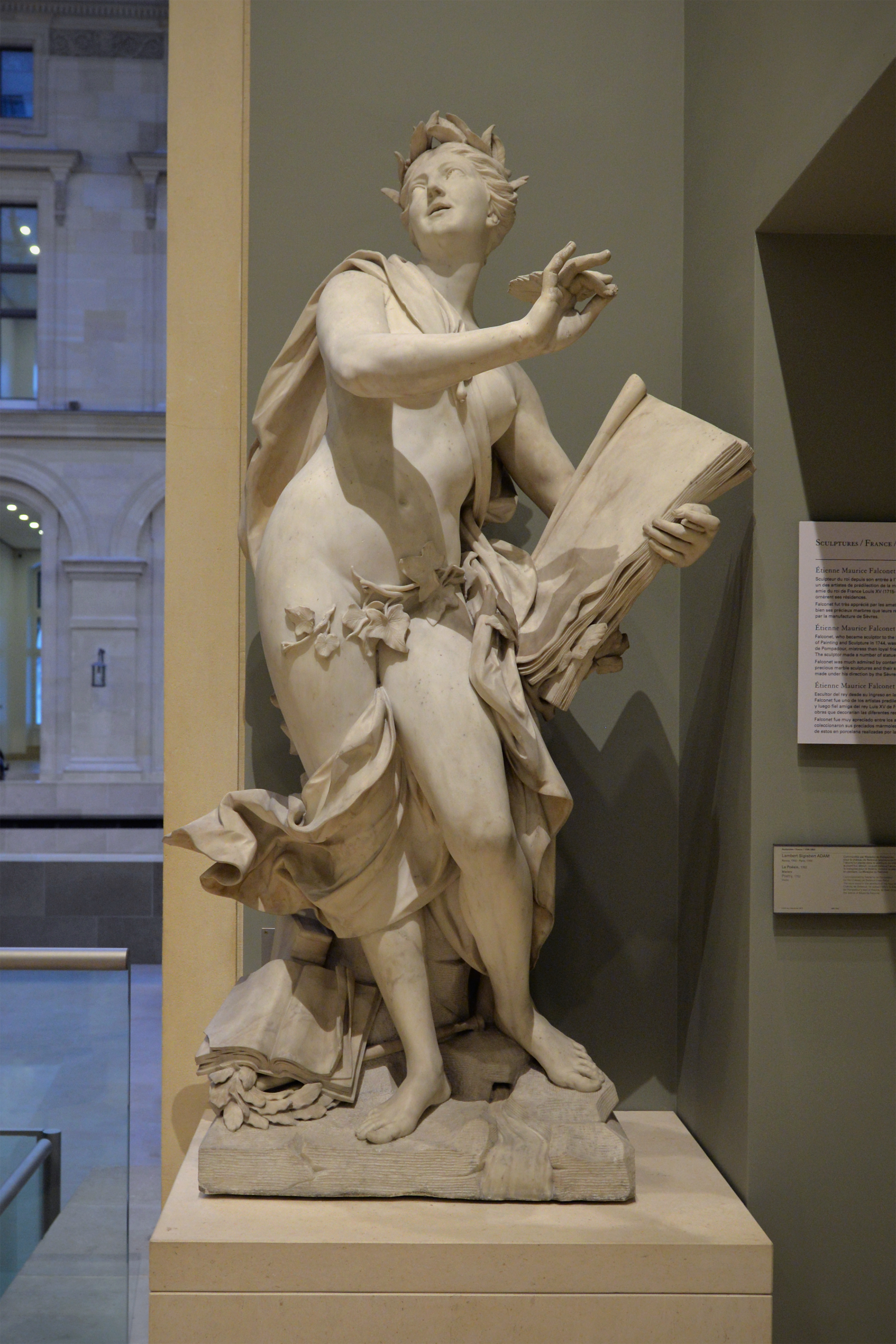
La Poésie lyrique, 1752, marbre, 207 x 113 x 87,5 cm, Paris, musée du Louvre.
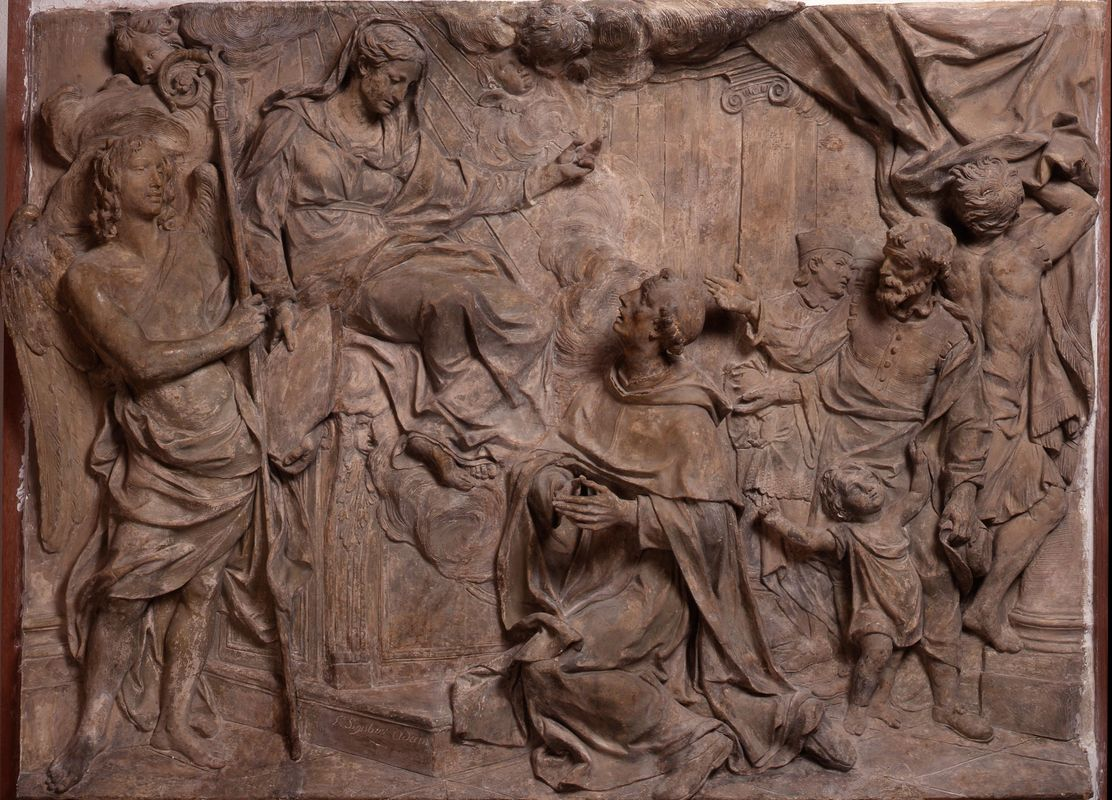
L’Apparition de la Vierge à saint André Corsini, 1732, terre cuite, 96 x 131 x 15 cm, Nancy, Musée des Beaux-Arts.
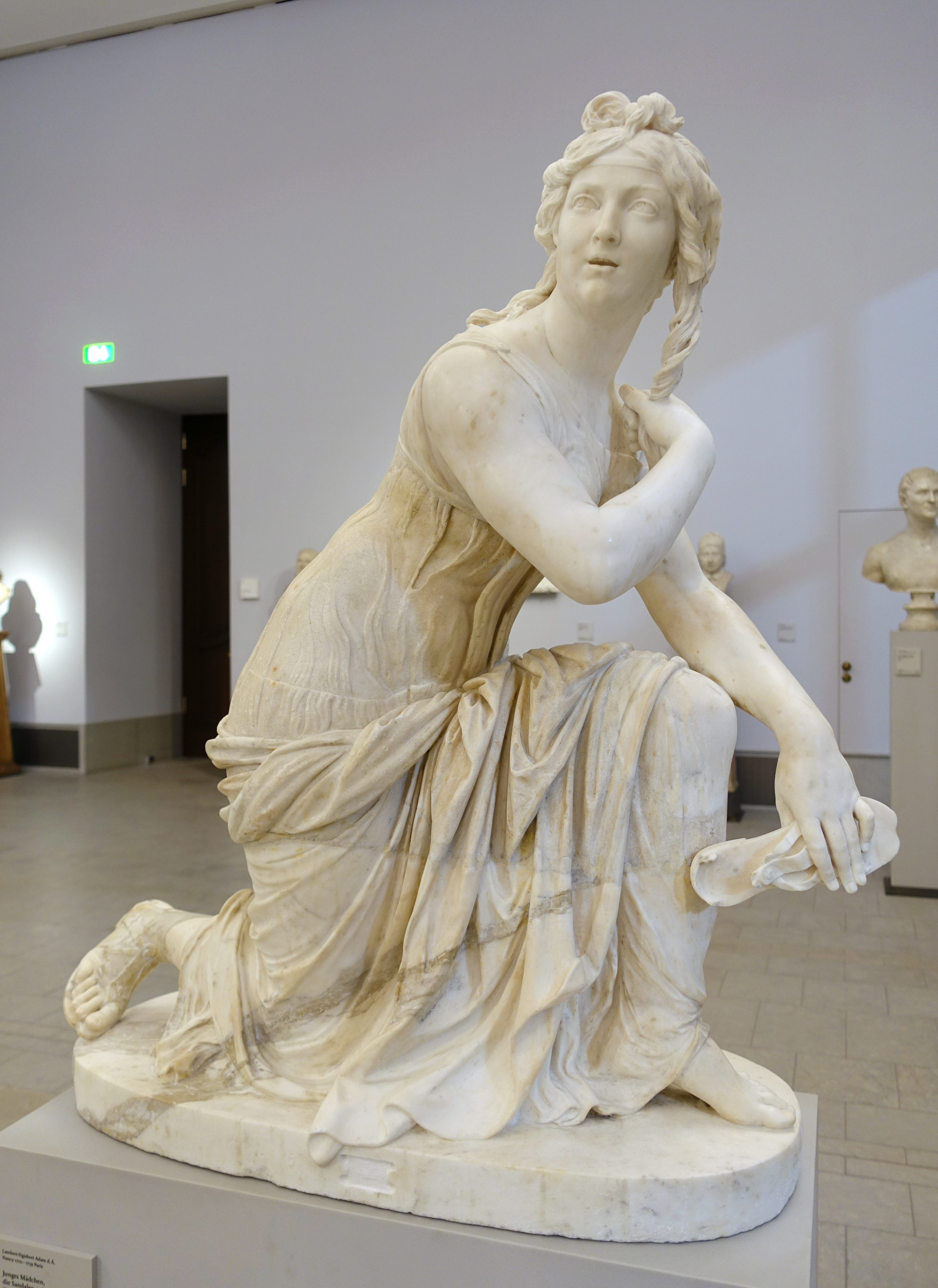
Jeune fille à la sandale, avant 1735, marbre, 101 x 88 x 38 cm (torse antique 38 cm), Potsdam, Palais de Sanssouci.
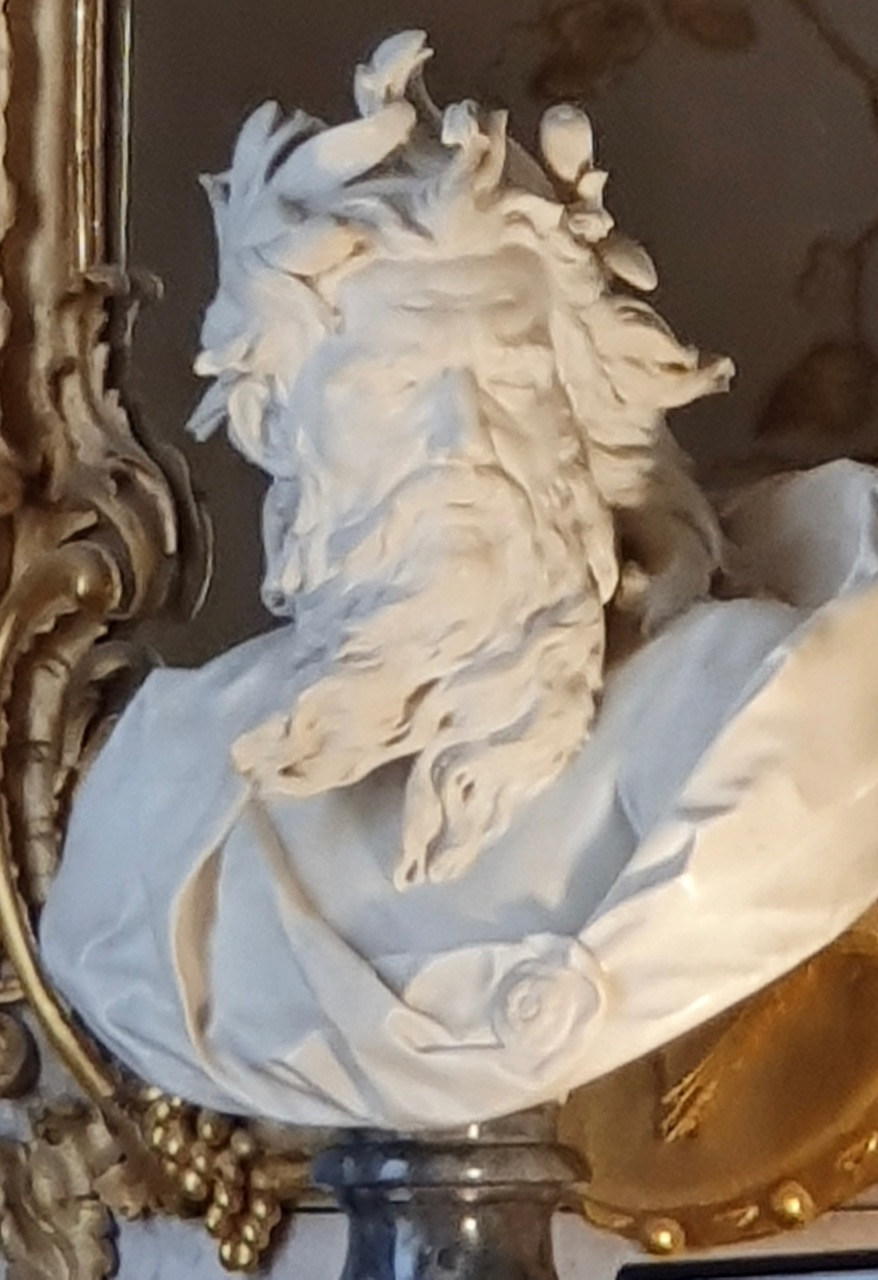
Neptune, 1727, marbre, 54 x 50 x 35 cm, Potsdam, Palais de Sanssouci
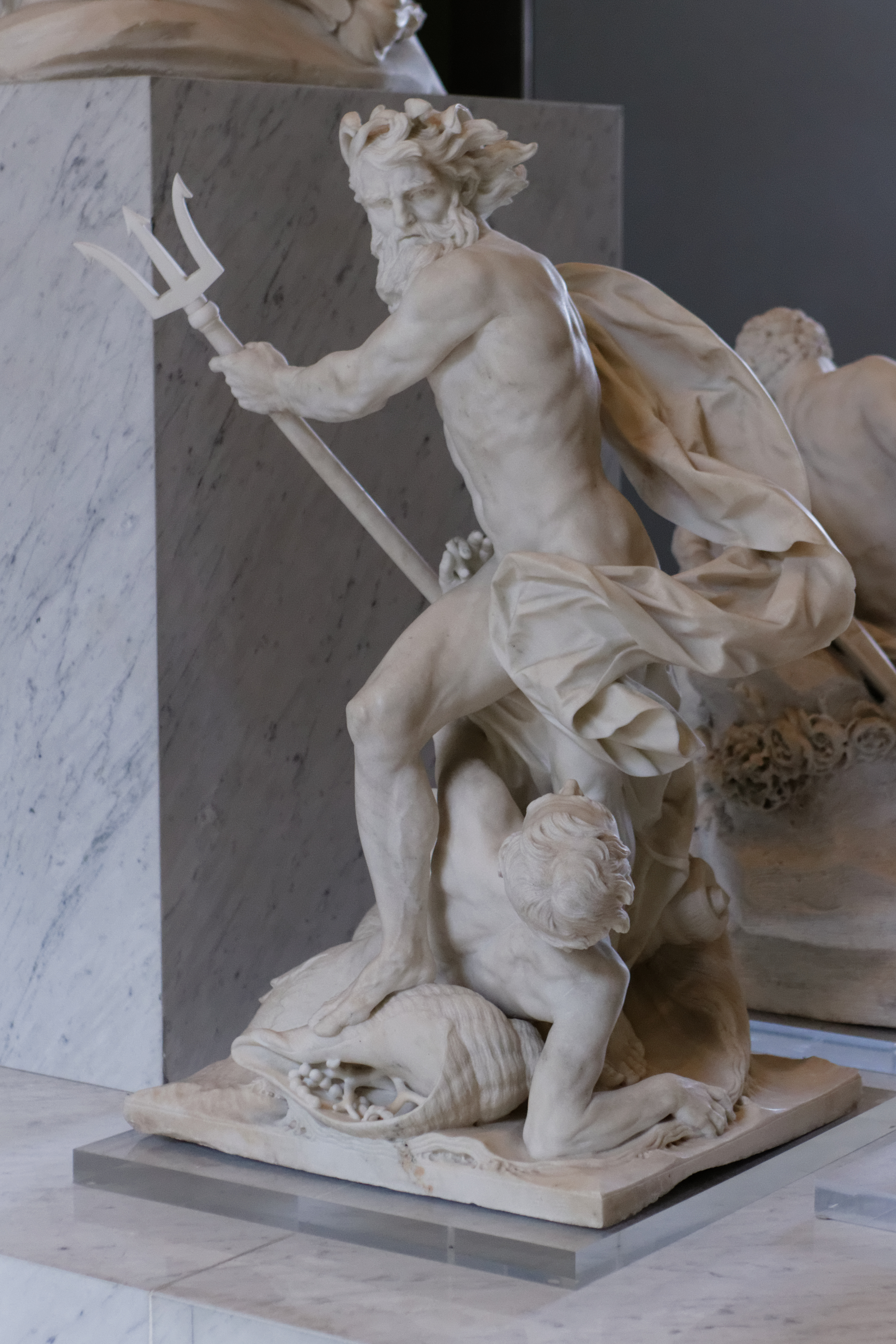
Neptune calmant la tempête accompagné d’un triton, 1737, marbre, 85 x 59,5 x 48 cm, Paris, musée du Louvre.
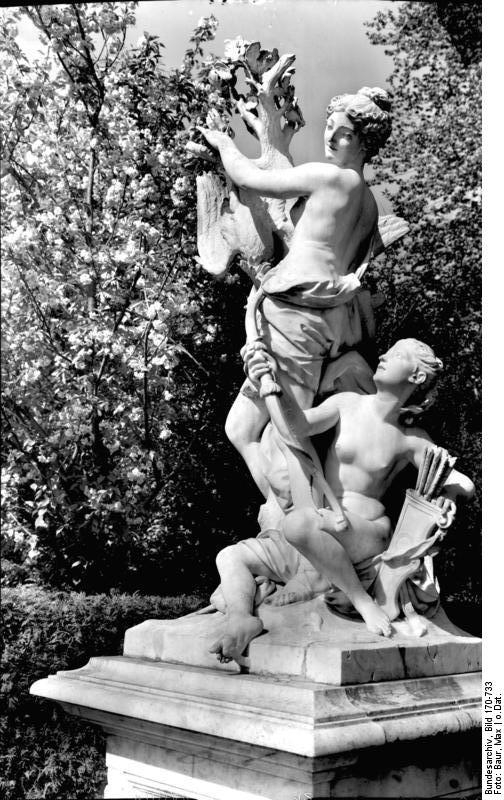
La Chasse, 1749, marbre, H. 239 cm, Potsdam, Palais de Sanssouci.
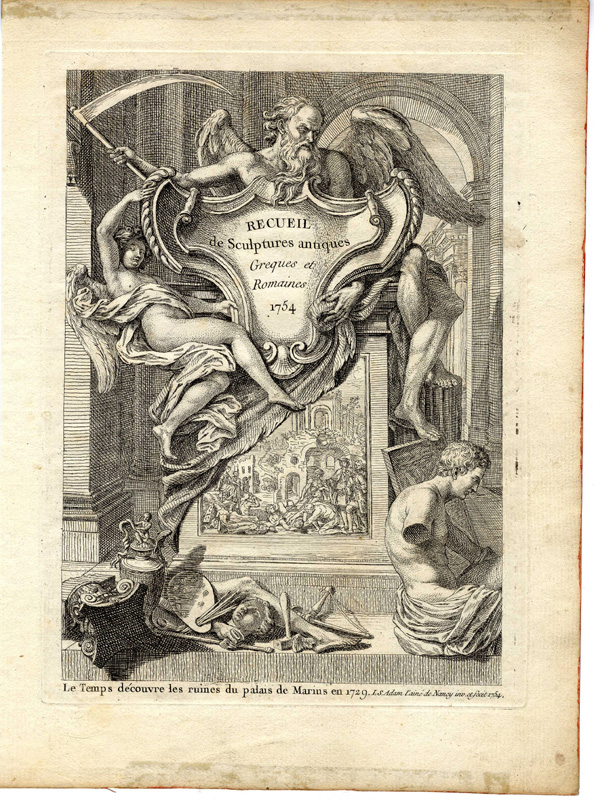
Le Temps découvre les ruines du palais de Marius en 1729, 1754, Nancy, Palais des ducs de Lorraine – Musée lorrain.

## Élèves notables
- Clodion (1738-1814)
- Sigisbert François Michel
- Pierre Joseph Michel